# Mistrzostwa Włoch w rugby union kobiet (2007/2008)
Mistrzostwa Włoch w rugby union kobiet (2007/2008) – siedemnasta edycja zarządzanej przez Federazione Italiana Rugby najwyższej klasy rozgrywkowej w kobiecym rugby union we Włoszech, a dwudziesta czwarta ogółem. Zawody odbywały się w dniach 14 października 2007 – 4 maja 2008. Tytułu mistrzowskiego zdobytego w poprzednim sezonie broniła drużyna Riviera del Brenta.
Drużyna Red Panthers pokonała na Stadio Luigi Zaffanella w Viadanie zawodniczki Riviera del Brenta, zdobywając tym samym czternasty oficjalny tytuł mistrza Włoch.

## System rozgrywek
Rozgrywki ligowe prowadzone były w pierwszej fazie systemem kołowym według modelu dwurundowego w okresie jesień-wiosna. Druga faza rozgrywek dla czołowych czterech drużyn obejmowała mecze systemem pucharowym o mistrzostwo kraju. Półfinały rozgrywane były na boisku drużyny, która po rundzie zasadniczej była wyżej sklasyfikowana. Finał zaś odbył się na neutralnym stadionie.

## Faza grupowa

### Wyniki
| 14-10-2007 | 1 ⇐ kolejka ⇒ 8                       | 09-12-2007 |
| ---------- | ------------------------------------- | ---------- |
| 5-90       | Orso Biella - Red Panthers            | 17-108     |
| 5-8        | Le Lupe Piacenza - Riviera del Brenta | 3-6        |
| 0-35       | Grazia Deledda - Monza                | 0-63       |
| 22-10      | Pesaro - Red&Blu                      | 5-32       |

| 04-11-2007 | 4 ⇐ kolejka ⇒ 11                  | 20-01-2008 |
| ---------- | --------------------------------- | ---------- |
| 7-7        | Orso Biella - Le Lupe Piacenza    | 0-32       |
| 52-12      | Red Panthers - Riviera del Brenta | 37-0       |
| 20-10      | Pesaro - Grazia Deledda           | 7-0        |
| 13-6       | Monza - Red&Blu                   | 10-8       |

| 02-12-2007 | 7 ⇐ kolejka ⇒ 14              | 13-04-2008 |
| ---------- | ----------------------------- | ---------- |
| 12-5       | Monza - Orso Biella           | 63-0       |
| 8-5        | Red&Blu - Le Lupe Piacenza    | 19-5       |
| 0-44       | Grazia Deledda - Red Panthers | 0-87       |
| 44-7       | Riviera del Brenta - Pesaro   | 46-0       |

| 21-10-2007 | 2 ⇐ kolejka ⇒ 9                     | 16-12-2007 |
| ---------- | ----------------------------------- | ---------- |
| 27-12      | Red&Blu - Orso Biella               | 30-10      |
| 6-3        | Monza - Le Lupe Piacenza            | 6-0        |
| 109-0      | Red Panthers - Pesaro               | 59-0       |
| 64-0       | Riviera del Brenta - Grazia Deledda | 29-0       |

| 18-11-2007 | 5 ⇐ kolejka ⇒ 12             | 30-03-2008 |
| ---------- | ---------------------------- | ---------- |
| 10-34      | Grazia Deledda - Orso Biella | 7-13       |
| 0-10       | Le Lupe Piacenza - Pesaro    | 5-5        |
| 10-27      | Monza - Red Panthers         | 0-63       |
| 17-19      | Riviera del Brenta - Red&Blu | 9-21       |

| 28-10-2007 | 3 ⇐ kolejka ⇒ 10                | 13-01-2008 |
| ---------- | ------------------------------- | ---------- |
| 10-14      | Orso Biella - Pesaro            | 5-32       |
| 0-80       | Le Lupe Piacenza - Red Panthers | 7-56       |
| 0-36       | Grazia Deledda - Red&Blu        | 0-63       |
| 17-5       | Riviera del Brenta - Monza      | 5-5        |

| 25-11-2007 | 6 ⇐ kolejka ⇒ 13                  | 06-04-2008 |
| ---------- | --------------------------------- | ---------- |
| 17-27      | Orso Biella - Riviera del Brenta  | 0-80       |
| 78-0       | Le Lupe Piacenza - Grazia Deledda | 61-0       |
| 6-39       | Red&Blu - Red Panthers            | 7-49       |
| 5-27       | Pesaro - Monza                    | 7-36       |

## Faza pucharowa

### Półfinały
| 27 kwietnia 2008 | Red Panthers | 48:5 | Red & Blu | Treviso |
| 27 kwietnia 2008 |              | 48:5 |           | Treviso |

| 27 kwietnia 2008 | Monza | 17:22 | Riviera del Brenta | Adriano Chiolo, Monza |
| 27 kwietnia 2008 |       | 17:22 |                    | Adriano Chiolo, Monza |

### Finał
| 4 maja 2008 | Red Panthers | 58:5 | Riviera del Brenta | Stadio Luigi Zaffanella, Viadana |
| 4 maja 2008 |              | 58:5 |                    | Stadio Luigi Zaffanella, Viadana |